# Giancarlo Chiaramello
Giancarlo Chiaramello, né le 18 février 1939 à Bra (Piémont), est un compositeur, un chef d'orchestre et un arrangeur musical italien.

## Biographie
Né à Bra dans la province de Coni, Chiaramello est diplômé en 1958 du Conservatoire de Turin où il a étudié le piano, la composition et la polyphonie vocale. Il a remporté deux concours internationaux pour jeunes compositeurs, le prix Francesco Ballo en 1960 et le prix Ranieri de Monaco en 1962. Entre les années 60 et 70, il a été arrangeur pour plusieurs artistes pop et rock, et a composé des partitions pour de nombreuses pièces de théâtre. Chiaramello a également composé la musique de séries télévisées et de plusieurs films. En 1975, il a remporté le Ruban d'argent de la meilleure musique de film pour Orlando Furioso de Luca Ronconi.

## Filmographie
- 1967 : Granada, addio! (it) de Marino Girolami
- 1969 : L'amore è come il sole de Carlo Lombardi (it)
- 1971 : Quand les femmes étaient femelles (Quando gli uomini armarono la clava e... con le donne fecero din don) de Bruno Corbucci
- 1972 : Merci, Mesdames les p... (Grazie signore p...) de Renato Savino
- 1972 : Le Décameron interdit (it) (Il Decamerone proibito) de Carlo Infascelli
- 1972 : Storia di fifa e di coltello - Er seguito der Più (it) de Mario Amendola
- 1974 : Quatre Zizis au garde à vous (4 marmittoni alle grandi manovre) de Marino Girolami
- 1975 : La Traque de Serge Leroy
- 1976 : Il colpaccio (it) de Bruno Paolinelli
- 1976 : La Ligne du fleuve (La linea del fiume) d'Aldo Scavarda
- 1976 : Le Guêpier de Roger Pigaut
- 1977 : Un bourgeois tout petit petit (Un borghese piccolo piccolo) de Mario Monicelli
- 1980 : Le Coq du village (Fico d'India) de Steno
- 1980 : Le Coucou (Il lupo e l'agnello) de Francesco Massaro
- 1981 : Et mon cul, c'est du poulet ? ({I carabbinieri) de Francesco Massaro
- 1983 : Mani di fata de Steno
- 1990 : Il segreto dell'uomo solitario d'Ernesto Guida
- 2004 : Amerika de Maurizio Scaparro (it)

## Discographie

### Album
- 1975 : Orlando Furioso - Colonna sonora originale (Fonit Cetra, LPP 274)
- 1975 : Ballate dal Marco Visconti (RCA Italiana|RCA)
- 1976 : Popopera Concerto (Fonit Cetra, LPX 50)
- 1977 : Naples' Pop Dimensions (Fonit Cetra, LPX 62)
- 1978 : Pop-Concert n.2 (Fonit Cetra, LPX 72)
- 1980 : Lulu (Fonit Cetra, LPX 83)

### Singles
- 1964 : Inno F.C. Juventus/Inno F.C. Juventus (strumentale) (Fonit Cetra, SPD 472)
- 1973 : La canzone di Orlando/L'ultima parola (Fonit Cetra, SP 1519)
- 1977 : Una donna/Abendlied (Fonit Cetra, SP 1667)
- 1978 : The end waltz/Tio pepe (Fonit Cetra, SP 1689)